# Хавара

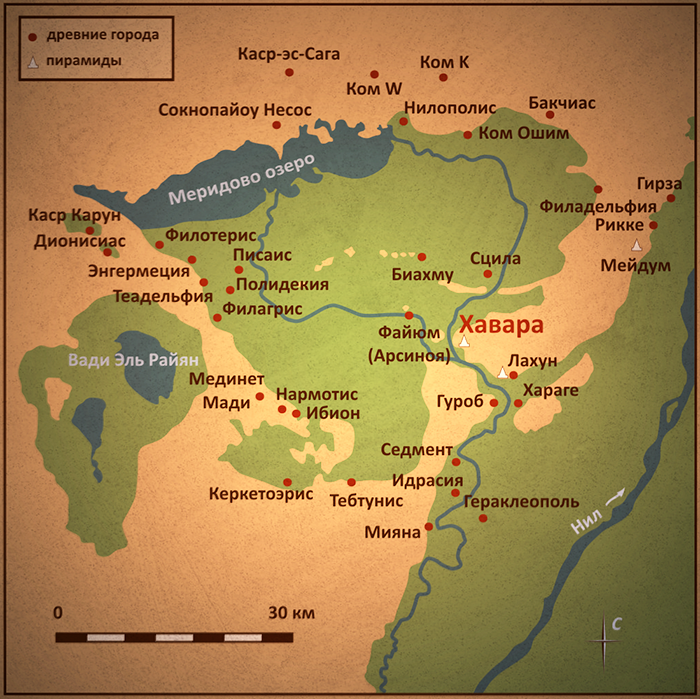
Хавара на мапі

Хавара — давньоєгипетський некрополь, розташований за 6 кілометрів на південь від Фаюма. Перші розкопки в даній місцевості були проведені Карлом Лепсіусом у 1843 році. Фліндерс Пітрі, відкопавши руїни Хавара в 1888 році, виявив у цьому місці папіруси, датовані I і II ст. н. е., у цих папірусах були записані 1-а і 2-а частини Іліади Гомера, які називаються «Хавара Гомер» і зберігаються в Бодліанській бібліотеці в Оксфорді.

## Опис
У Хаварі знаходиться незавершена піраміда Аменемхета III, відома як «піраміда в Хаварі». Побудована з необпаленої цегли. Розмір основи — 105 м, висота — 58 м. У даний час піраміда знаходиться в напівзруйнованому стані.
На північ від піраміди в великому некрополі Фліндерсом Пітрі знайдені 146 портретів на саркофагах, датовані римським періодом, відоміші як Фаюмські портрети.
У Хаварі також знайдена непошкоджений піраміда Неферу-Птах, дочки Аменемхета III, і гробниця цариці Нефрусебек, чиє ім'я означає «Прекрасна для Себека» (бога-крокодила).

## Галерея

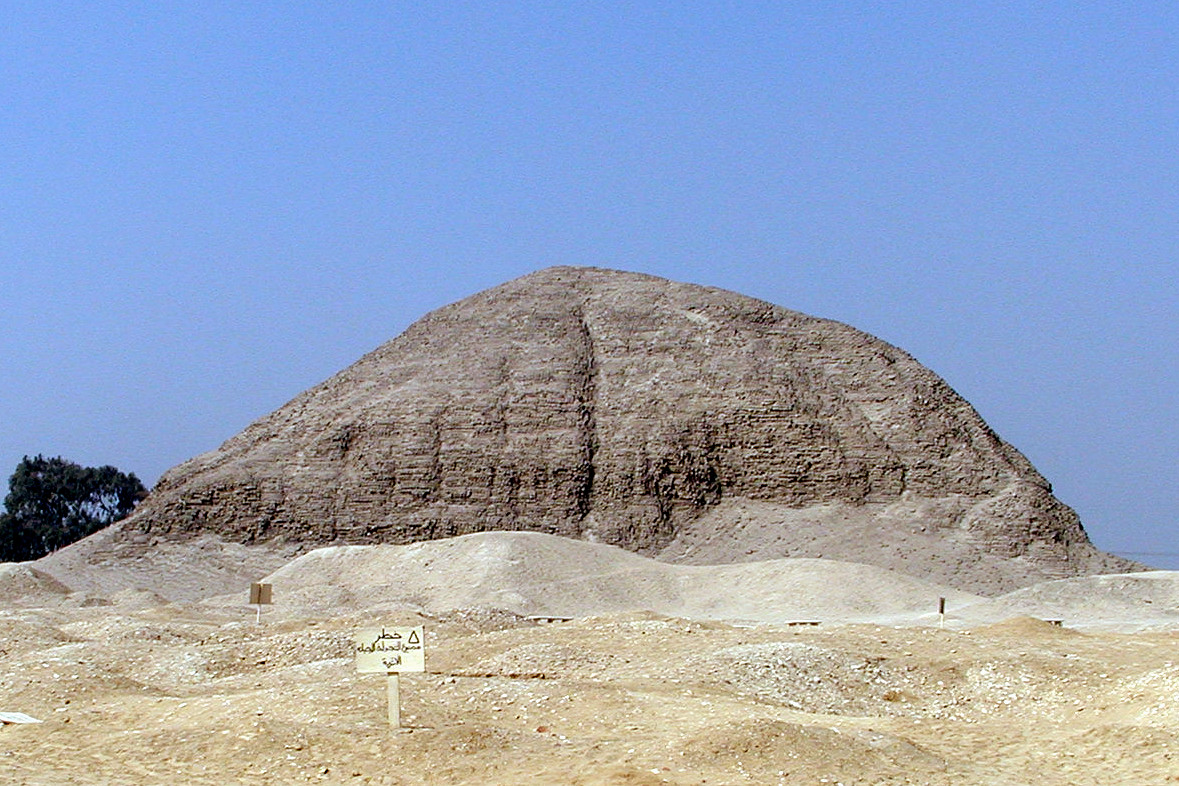
Піраміда в Хаварі
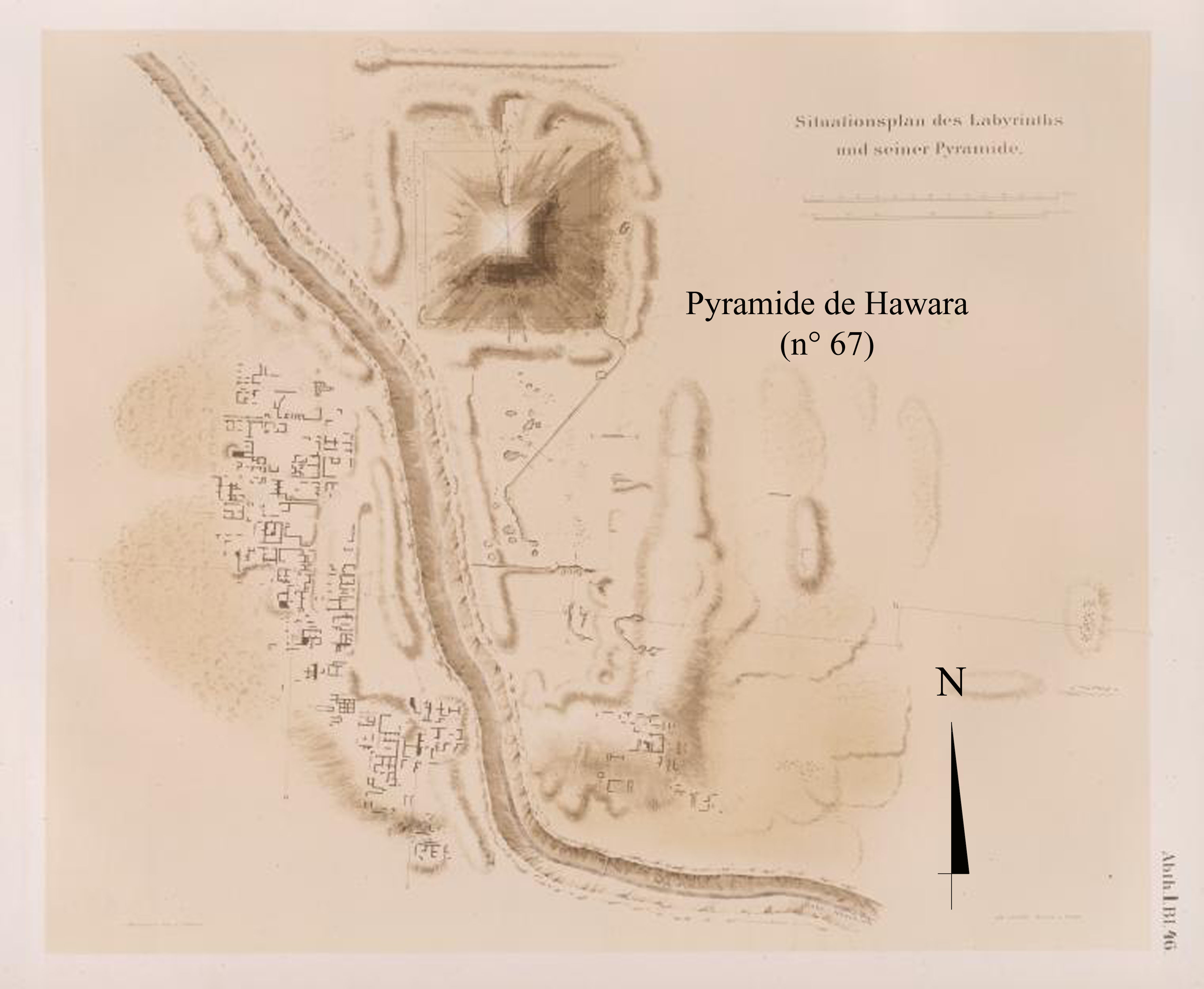
Пірамідальний комплекс на мапі Лепсіуса
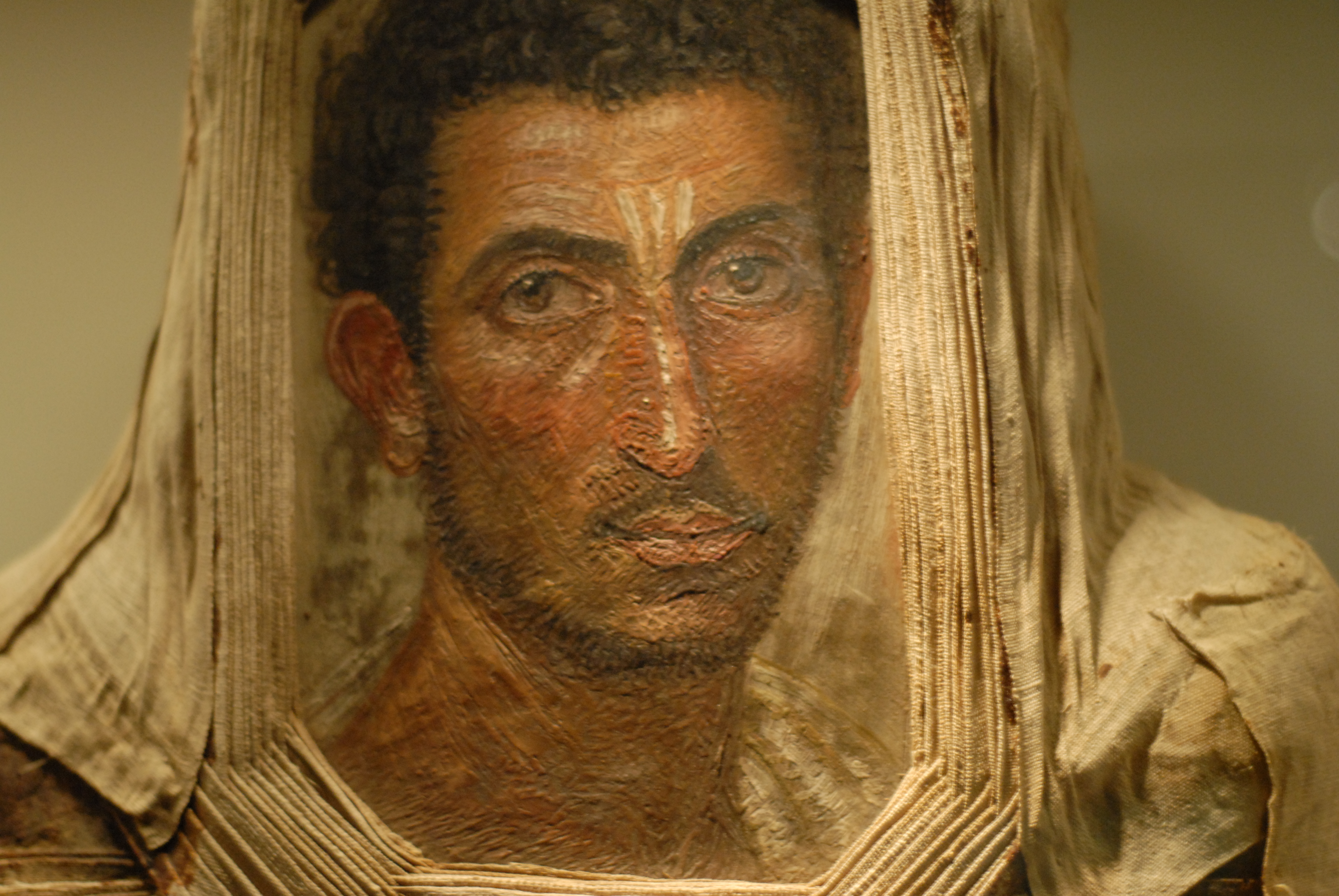
Фаюмський портрет